# Peter Tosič
Peter Tosič (ur. 7 stycznia 1969 roku) – słoweński piłkarz występujący na pozycji pomocnika.
W latach 1991–1995 Tosič był piłkarzem klubu NK Izola, w sezonie 1995/1996 grał w NK Celje, a od 1996 do 1999 roku występował w FC Koper. Łącznie wystąpił w 156 spotkaniach ligi słoweńskiej, strzelając 9 bramek. Zawodnik zagrał także w jednym spotkaniu reprezentacji Słowenii, w meczu towarzyskim rozegranym 3 czerwca 1992 roku w Tallinnie przeciwko Estonii, zremisowanym 1:1 (był to pierwszy mecz w historii reprezentacji Słowenii oraz pierwszy mecz reprezentacji Estonii po odzyskaniu przez ten kraj niepodległości).